# Порядок наследования албанского престола

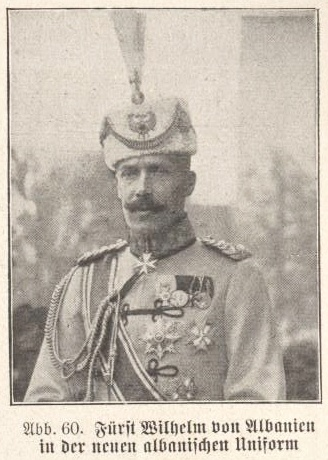
Немецкий принц Вильгельм Вид (1876—1945), единственный князь Албании (7 марта — 3 сентября 1914).

Порядок наследования бывшего албанского престола является упорядоченным списком лиц, имеющим право на главенство в королевском доме Албании. Монархия в Албании была ликвидирована в 1939 году. Нынешний глава королевского дома Лека (II), принц албанцев.

## Дом Вид
21 февраля 1914 года великие державы создали Албанское княжество. Первым князем Албании был назначен немецкий принц Вильгельм Вид (1876—1945), правивший с 7 марта по 3 сентября 1914 года под именем Скандербег II.
3 сентября 1914 года принц Вильгельм Вид из-за крупных беспорядков в стране вынужден был покинуть Албанию. Он никогда не отказывался от своих претензий на албанский княжеский престол. В 1925 году в Албании была провозглашена республика, а монархия ликвидирована. В 1945 году после смерти Вильгельма Вида его претензии унаследовал его единственный сын, Карл цу Вид, наследный принц Албании (1913—1973). В 1973 году после смерти бездетного Карла фон Вида претензии рода Вид на албанский престол остаются неясными.
Нынешним главой дома Вид-Нойвид с 2015 года является Максимилиан, принц Вид (род. 1999), который также является потенциальным претендентом на албанский княжеский престол.

### Текущая ситуация[1]
По состоянию на 2015 год:
- Вильгельм, 5-й принц Вид (1845—1907)
  - Вильгельм Фридрих, 6-й принц Вид (1872—1945)
    - Герман, наследный принц Вид (1899—1941)
      - Фридрих Вильгельм цу Вид, 7-й принц Вид (1931—2000)
        - Принц Александр (род. 1960), отказался от прав наследования
        - Карл, 8-й принц Вид (1961—2015)
          - Максимилиан, 9-й принц Вид (род. 1999)
          -  (1) Принц Фридрих Вильгельм (род. 2001)

        -  (2) Принц Вольф Генрих (род. 1979)

      -  Принц Метфрид Александр (1935—2024)
        - (3) Принц Фридрих Кристиан (род. 1968)
          - (4) Принц Фердинанд Константин (род. 2003)
          - (5) Принц Фридрих Конрад (род. 2006)
          - (6) Принц Фридрих Карл (род. 2007)
          -  (7) Принц Фридрих Кристиан (род. 2010)

        -  (8) Принц Магнус Александр (род. 1972)
          - (9) Принц Каспар (род. 2016)

    -  Принц Дитрих (1901—1976)
      - Принц Ульрих (1931—2010)
        -  (10) Принц Ульрих (род. 1970)
          - (11) Принц Вильгельм (род. 2001)
          - (12) Принц Георг (род. 2004)
          -  (13)  Принц Филипп (род. 2010)

      -  Принц Людвиг Евгений (1938—2001)
        -  (14) Принд Эдзард (род. 1968)

  -   Вильгельм Вид (Скандербег II) (1876—1945)
    -  Карл Вид, наследный принц Албании (Скендер) (1913—1973)

## Дом Зогу

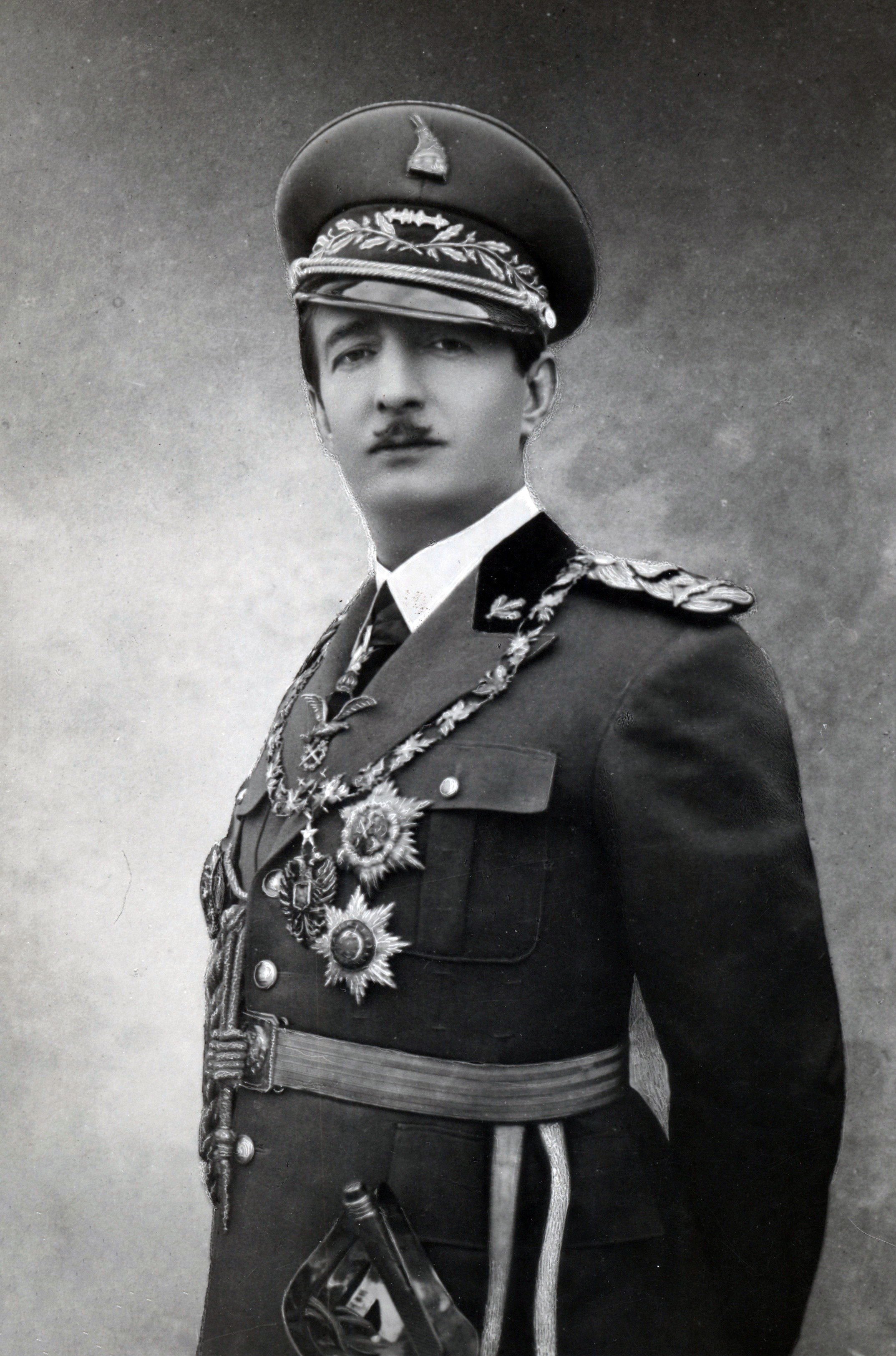
Ахмет Зогу (1895—1961), премьер-министр Албании (1922—1924, 1925), первый президент Албании (1925—1928), первый король Албании (1928—1939)

Вторично монархия в Албании была воссоздана 1 сентября 1928 года, когда президент Ахмет Зогу (1895—1961) был провозглашен королем албанцев. Ахмет Зогу правил до 1939 года, когда во время итальянского вторжения вынужден был бежать в Грецию, а оттуда в Англию.
Со смертью в изгнании короля Ахмета Зогу в 1961 году новым претендентом и главой рода Зогу стал его единственный сын Лека, кронпринц Албании (1939—2011), который был провозглашен королем албанцев Албанским Национальным собранием в изгнании. Король Лека I оставался главой дома Зогу и претендентом на королевский престо до своей смерти в 2011 году. Ему наследовал его единственный сын, Лека II (род. 1982).

## Наследственное право дома Зогу
Следующие статьи Конституции Албанского королевства 1928 года определяют порядок престолонаследия:
- Согласно статье 51, наследником престол должен быть старший сын короля, порядок наследования устанавливается из поколения в поколение по прямой мужской линии.
- Согласно статье 52, в случае, если наследник умрет или потеряет права на престол, его старший сын должен унаследовать власть. Если наследник престола умрет или потеряет права на трон, не оставив сына, порядок наследования переходит к его следующему брату и другим мужским потомкам.

Согласно статье 53, если не будет наследника престола в соответствии со статьями 51 и 52, король может избрать себе преемника из числа мужчин, членов его рода, но выбор короля должен быть согласован с парламентом. Если же король не воспользуется своей прерогативой, и преемственность останется вакантной, парламент должен избрать мужского члена королевской династии в качестве наследника престола. В случае, если в королевской семье не будет наследников, или они будут признаны недееспособными специальным парламентским решением, принятым большинство членов палаты, парламент должен будет избрать преемника из линии дочерей короля или сестер, но такие преемники должны будут иметь албанское происхождение. Если не будет мужчин в вышеуказанных семьях, парламент избирает королевского преемника из числа албанцев. В случае, если престол останется вакантным, совет министров будет осуществлять королевские полномочия до тех пор, пока вопрос о преемнике не будет решен.
После установления монархии Ахмет Зогу, ставший королем, еще не имел сына, поэтому он в соответствии с конституцией, в 1931 году назначил своего племянника Тати Эседа Мурада Криезиу (1923—1993), принца Косово, в качестве наследника престола. После рождения в 1939 году Лека, кронпринца Албании, единственного сына Ахмета Зогу, Тати был отстранен от престолонаследия.

## Ситуация в 2012 году
Кронпринц Лека II (род. 1982), единственный живой потомок короля Зогу I и глава королевского дома, в настоящее время не имеет сыновей. Поэтому наследником принца Леки является его двоюродный дядя Скендер Зогу (род. 1933) .
Порядок наследования в 2012 году:
- Джемал-паша Зогу (1860—1911)
  - Джелал-бей Зогу (1881—1944)[2]
    - (1) Скендер Зогу (род. 1933)[2]
    -  (2) Миргин Зогу (род. 1937)[2]
      - (3) Александр Зогу (род. 1963)[2]

  -   Ахмет Зогу (1895—1961)
    -  Кронпринц Лека I (1939—2011)
      -  Кронпринц Лека II (род. 1982).